# Colletidae
Colletidae là một họ ong trong bộ Cánh màng. Họ này có khoảng 2500 loài.

## Phân loại
Họ Colletidae được chia thành 6 phân họ.: Phân họ Scraptrinae mới được đề xuất sau này.
- Colletinae (Lepeletier, 1841)
  - Brachyglossula (Hedicke, 1922)
  - Callomelitta (Smith, 1853)
  - Chrysocolletes (Michener, 1965)
  - Colletes (Latreille, 1802)
  - Eulonchopria (Brèthes, 1909)
  - Glossurocolletes (Michener, 1965)
  - Hesperocolletes (Michener, 1965)
  - Leioproctus (Smith, 1853)
  - Lonchopria (Vachal, 1905)
  - Lonchorhyncha (Michener, 1989)
  - Mourecotelles (Toro & Cabezas, 1977)
  - Neopasiphae (Perkins, 1912)
  - Niltonia (Moure, 1964)
  - Paracolletes (Smith, 1853)
  - Phenacolletes (Cockerell, 1905)
  - Trichocolletes (Cockerell, 1912)
- Diphaglossinae (Vachal, 1909)
  - Caupolicanini (Michener, 1944)
    - Caupolicana (Spinola, 1851)
    - Crawfordapis (Moure, 1964)
    - Ptiloglossa (Smith, 1853)

  - Diphaglossini (Vachal, 1909)
    - Cadeguala (Reed, 1892)
    - Cadegualina (Michener, 1986)
    - Diphaglossa (Spinola, 1851)

  - Dissoglottini (Moure, 1945)
    - Mydrosoma (Smith, 1879)
    - Mydrosomella (Michener, 1986)
    - Ptiloglossidia (Moure, 1953)
- Euryglossinae (Michener, 1944)
  - Brachyhesma (Michener, 1965)
  - Callohesma (Michener, 1965)
  - Dasyhesma (Michener, 1965)
  - Euhesma (Michener, 1965)
  - Euryglossa (Smith, 1853)
  - Euryglossina (Cockerell, 1910)
  - Euryglossula (Michener, 1965)
  - Heterohesma (Michener, 1965)
  - Hyphesma (Michener, 1965)
  - Melittosmithia (Schulz, 1906)
  - Pachyprosopis (Perkins, 1908)
  - Sericogaster (Westwood, 1835)
  - Stenohesma (Michener, 1965)
  - Tumidihesma (Exley, 1996)
  - Xanthesma (Michener, 1965)
- Hylaeinae (Viereck, 1916)
  - Amphylaeus Michener, 1965
  - Calloprosopis Snelling
  - Hemirhiza Michener, 1965
  - Hylaeus Fabricius, 1793
  - Hyleoides Smith, 1853
  - Meroglossa Smith, 1853
  - Palaeorhiza Perkins, 1908
  - Pharohylaeus Michener
  - Xenorhiza Michener, 1965
- Scraptrinae
  - Scrapter (Lepeletier & Serville, 1825)
- Xeromelissinae (Cockerell, 1926)
  - Chilicola (Spinola, 1851)
  - Chilimelissa (Toro & Moldenke, 1979)
  - Xenochilicola (Toro & Moldenke, 1979)
  - Xeromelissa (Cockerell, 1926)